# Pregrau
Els estudis de pregrau són els estudis superiors fins al Títol de Grau. Preparen per a l'acompliment d'ocupacions, per a l'exercici d'una ocupació o disciplina determinada, de naturalesa tecnològica o científica o en l'àrea d'humanitats, les arts i filosofia.
També són programes de pregrau aquells de naturalesa multidisciplinària coneguts també com a estudis d'arts liberals, entenent-se com els estudis generals en ciències, arts o humanitats amb èmfasis en algunes disciplines que fan part d'aquests camps.

## Pel país

### Estats Units
Als Estats Units, el grau de batxiller s’entén com un estudiant que està cursant un grau de batxiller. Els graus de batxiller més comuns són el batxiller en arts (BA/AB) i el batxiller en ciències (BS/SB), però també poden existir altres graus, com el batxiller en belles arts (BFA), el batxiller en administració d’empreses (BBA), el batxiller en música (BM), el batxiller en treball social (BSW), el batxiller en enginyeria / batxiller en ciències en enginyeria (BEng / BSE), el batxiller en ciències en infermeria (BSN), el batxiller en administració d’empreses / batxiller en ciències en administració d’empreses (BBA / BSBA), el batxiller en educació (Ed.B), el batxiller en arts lliures (BLA / ALB) i el batxiller en arquitectura (BArch). La majoria d’aquests graus requereixen quatre anys d’estudis presencials després de la secundària. Un distintiu addicional al grau de batxiller és el diploma amb honors.

### Alemanya
En el sistema tradicional d’Alemanya existeix un títol professional (diploma FH), que té una durada d’estudis similar i també es considera un grau acadèmic. Tot i que està dissenyat com un títol d’especialista, a diferència del diploma universitari, que pretén tenir un perfil més ampli. No obstant això, a Alemanya actualment s’està eliminant la diferència legal entre Fachhochschule i universitat. Ambdós termes es tradueixen com a "universitat" i ambdós ofereixen graus de màster o doctorat segons el Procés de Bolonya i equivalents. A Alemanya, pots estudiar diferents programes de batxillerat i màster, incloent cursos en anglès. Els títols de batxillerat i màster obtinguts a institucions alemanyes poden millorar considerablement les perspectives professionals i proporcionar un avantatge competitiu al mercat laboral. Els graus de batxiller són diversos i normalment cobreixen diversos aspectes d’un ampli camp temàtic, per exemple Negocis i TI o Informàtica. Ofereixen oportunitats per ampliar coneixements i formació en l’àrea escollida sense necessitat d’escollir una especialització.

### Regne Unit, excepte Escòcia
Els estudiants a Anglaterra, Gal·les i Irlanda del Nord normalment accedeixen a la universitat als divuit anys, sovint amb un certificat de finalització dels cursos de nivell A-level i, per tant, amb onze a tretze anys d’educació. Les sol·licituds als programes de batxillerat en institucions d’educació superior del Regne Unit es presenten a través del Servei d’Admissió a Universitats i Col·legis (UCAS). Per obtenir el primer grau, la majoria dels estudiants es preparen per obtenir un grau de batxiller, que habitualment té una durada de tres anys. No obstant això, en les ciències naturals i l’enginyeria són populars els cursos integrats que cobreixen tant el nivell de batxillerat com el de màster, els quals normalment duren quatre anys i inclouen un projecte d’investigació o una tesi. Donada la naturalesa integral d’aquests programes, els qui obtenen el grau de màster a través del programa integrat normalment no opten al grau de batxiller.